# Povídky malostranské
Soubor povídek Povídky malostranské je vrcholné prozaické dílo Jana Nerudy a jedno z nejvýznamnějších literárních děl české literatury vůbec. Třináct povídek a novel, které původně samostatně vycházely v různých časopisech (Květy, Národní listy, Podřipan, Lumír), autor sestavil a prvně společně vydal v roce 1878 v nakladatelství Grégr a Ferd. Dattel.
Náměty k povídkám autor čerpal ze vzpomínek na léta svého dětství a dospívání strávená na Malé Straně. Čtenáři se v nich mohou vžít do věrného obrazu každodenního života měšťanů i prostých obyvatel města v polovině 19. století. Jeho postavy jsou vždy pečlivě a podrobně charakterizovány. Velký význam zaujímá i přesný místopis Malé Strany, kde se děje povídek odehrávají.
Sbírka je tvořena následujícími povídkami (rok uvedený v závorce je rokem prvního časopiseckého publikování příslušné povídky):

## Týden v tichém domě (1867)
Povídka ukazuje krátké obrázky a úryvky života a prolínající se osudy lidí, které spojuje život v jednom malostranském měšťanském domě. V nejrozsáhlejší povídce sbírky autor pečlivě popisuje prostředí, ve kterém se děj odehrává, avšak děj samotný a jednání postav je zachyceno často velmi úryvkovitě a zvláště v přímé řeči místy pouze naznačuje směr vývoje děje a nechává na čtenáři domyslet si svoji obrazotvorností důvody k určitému jednání postav. Celou povídkou prochází kritika měšťanstva a přetvářky společnosti té doby.
V přízemí domu bydlí přímo v hokynářském krámě manželé Bavorovi se synem Václavem, který miluje Márinku, dceru hospodské. Paní Bavorová jako náruživá vykladačka snů se v noci budí a zaznamenává si sny a s pomocí snáře s nimi související číslice. Aby si přivydělala, chodí paní Bavorová prát domácím. Ti mají dvě dcery. Starší Matylda si stále hledá vhodného partnera k sňatku, mladší Valentina se snaží být zpěvačkou. Celá rodina se staví jako velké panstvo, i když paní domácí si přivydělává špatně placenou prací spravování hadrů pro chudé. Pan domácí je úředníkem a zároveň nadřízeným Václava. V druhém patře domu bydlí slečna Josefínka, která se pomáhá starat o nemocnou slečnu Žanýnku z přízemí. Když ji však první den ráno nese jídlo, nachází ji mrtvou. Slečnu Josefínku má rád pan Loukota, a tak ji posílá milostné básně a sní o sňatku s ní. Bydlí v domě jako podnájemník u hospodářského úředníka ve výslužbě pana Lakmuse. Jeho manželka se domnívá, že jejich podnájemník miluje jejich dceru Klárku, a proto se s ním snaží sjednat svatbu. Její snaha se s pomocí šťastné náhody nemine úspěchem. Pan Loukota píše žádost úřadům o svatbu s Josefinkou, aniž se jí na cokoli zeptal, ale právě v momentě, kdy má vepsat její jméno přichází Václav, od kterého se dozví, že slečna Josefinka miluje strojmistra Bavoráka a má s ním nadcházející neděli svatbu. Nedopsanou žádost najde paní Lakmusová a přiměje nešťastného pana Loukotu, aby na ni doplnil jméno její dcery Klárky. Jednoho dne pan domácí sděluje paní Bavorové, že musí vyhodit z úřadu jejího syna Václava, protože psal hanebné básně o panu prezidentovi a vůbec je v úřadě nedůsledný, nepořádný a nechová se dostatečně uctivě ke starším a výše postaveným úředníkům. Následného pohřbu slečny Žanýnky se kromě jejího nenadále objeveného příbuzenstva účastní i někteří obyvatelé domu, jež se dělí na ty „lepší“ – jedoucí v pohřebním průvodu v kočáře – a na ty „horší“ – jdoucí pěšky (paní Bavorová s Václavem). Jenže v dalších dnech paní Bavorová s pomocí čísel ze snáře vyhrává v loterii několik tisíc, které použije na studia syna Václava, jenž je musel právě kvůli nedostatku financí přerušit. Když se o tomto nečekaném zbohatnutí dozví domácí, snaží se přes velké přátelství s Bavorovými sblížit a následně provdat Matyldu za Václava. Václav na tuto „hru“ přistupuje a v závěru naznačuje, že se naoko blízkým vztahem s Matyldou pomstí domácímu za vyhození z úřadu.

## Pan Ryšánek a pan Schlegl (1875)
Vypráví příběh vztahu pana Ryšánka a pana Schlegla, kteří oba patřili k návštěvníkům malostranského hostince U Štajniců. Oba tam jedenáct let pravidelně každý den ve stejnou dobu chodili, sedali u stejného stolu. Přesto spolu nikdy nepromluvili ani slovo. Sedávali vždy na stejná místa na opačných stranách malého stolu, bokem k sobě, a jen sledovali dění v sále. Jejich nemluvnost a vzájemná nevraživost byla způsobena láskou ke stejné ženě. Ta se prvně stýkala s panem Ryšánkem a hned vzápětí se dala dohromady s panem Schleglem, za kterého se vdala a porodila mu dceru. Po čase se v hostinci po delší dobu přestal pan Ryšánek vyskytovat z důvodu zimnice. Když se po delší době zotavil, tak samozřejmě do hostince přišel. Podle svého zvyku si chtěl zapálit, jenže zapomněl tabák. Proto si pro něj poslal domů. V ten moment pan Schlegl ukončil jejich letité nepřátelství nabídkou vlastního tabáku ke kouření. A tak na sebe po letech prvně promluvili. Od té doby se spolu tito dva pánové bavili.

## Přivedla žebráka na mizinu (1875)
V této povídce z dětství autor ukazuje, co všechno zmůžou nepravdivé řeči a pomluvy o nějakém člověku a jak moc mu mohou ublížit.
Pan Vojtíšek byl velmi milým, oblíbeným a čistotným malostranským žebrákem. Chodil od dveří ke dveřím a lidé s ním rádi několik slov promluvili, sem tam nějaký peníz dali nebo na jídlo pozvali. Ani místní strážníci jej nepronásledovali. Měl se tedy relativně dobře, o jídlo a milá slova neměl nouzi. Osudným se mu stalo setkání s žebračkou žebrající na schodech u chrámu svatého Mikuláše. Ta nebyla tak dobře upravená a nikdo ji na jídlo nezval. Zřejmě panu Vojtíškovi záviděla, a tak aby si polepšila, chtěla to s ním dát dohromady. Jenže on odmítl. Zakrátko se pak po Malé Straně rozšířilo, že pan Vojtíšek není tak chudý, jak se dělá, že snad na Starém Městě za řekou má dva domy a další podobné řeči. Lidé jej tedy přestali mít rádi, nikdo mu nechtěl dávat peníze, ani jej nezval na oběd. Pan Vojtíšek musel tedy opustit Malou Stranu a jít žebrat za řeku do Starého Města. Tam jej nikdo neznal, nikdo jej do domu nepouštěl a on musel sbírat jen peníze do čepice na ulici. Zle se mu tam vedlo. Až jednou jej našli na Újezdě bez košile, jen v kabátu a kalhotách umrzlého.

## O měkkém srdci paní Rusky (1875)
Paní Ruska byla vdova po nebožtíkovi Rusovi, hostinském v zahradě Gráfovské, kde bývaly nejkrásnější kanonýrské bály. Její jedinou zábavou bylo, že chodila na pohřby, a to i úplně cizím lidem. Tam o nich, jejich životě i jejich blízkých roznášela ošklivé řeči. Protože se to lidem nelíbilo, na pohřbu měšťana a kupce Josefa Velše na ni zavolali policii. Ta jí pak zakázala na pohřby chodit vůbec. Aby paní Ruska nepřišla o svoji zábavu, přestěhovala se do bytu k Oujezdské bráně, kudy musel každý pohřeb jít na hřbitov a tehdy vycházela před dům.

## Večerní šplechty (1875)
Krátká vzpomínka na dobu vysokoškolských studií, kdy se autor (jako postava Hovora) za hezkých večerů schází na střeše domu za vikýřem se svými kamarády, aby kouřili a probírali různá témata. V daný den vybírá téma k diskusi Jäkl. Mají společně s Kupkou a Novomlýnským vyprávět nejstarší vzpomínku ze svého života. Pak Jäkl vypravuje o svém vztahu k Lízince Perálkové, která nečekaně porodila kluka. Nakonec zjistí, že je za střechou poslouchala děvčata, vyběhnou s výjimkou Jäkla za nimi.

## Doktor Kazisvět (1876)
Povídka vypráví příběh podivínského doktora Heriberta, který nikdy neprovozoval lékařskou praxi a lidé se mu vyhýbali stejně jako on jim. Na jedné procházce potkal pohřební průvod pochovávající pana Schepelera, váženého a bohatého rodu. Když průvod míjel Heriberta, spadla rakev s tělem z vozu a otevřela se. Doktor Heribert si všiml, že pan rada není mrtvý. Nechal jej zanést do nejbližšího domu, kde pana radu křísil. Ten přišel k sobě a za dva měsíce se vyléčený vrátil do úřadu. Tuto událost zmínily noviny, ale příbuzní, kteří měli dědit jeho velký majetek, neměli radost; protože posléze neměli co dědit, dali doktoru Heribertovi přezdívku Kazisvět, která mu zůstala.

## Hastrman (1876)
Povídka se týká pana Rybáře, kterému nikdo neříkal jinak než „hastrman“, protože při své malé výšce nosil zelený kabátek s dlouhými šosy a široký klobouk. Bydlel u svých příbuzných, kteří měli dvě děti. Často rozmlouval s kanovníky a toužil po moři. Říkalo se o něm, že je velmi bohatý, že má doma velkou sbírku drahých kamenů. Jednou se rozhodl zjistit, jak drahé ty kameny jsou. Zašel tedy s krabicí kamenů za profesorem matematiky a přírodopisu. Tam se dozvěděl, že kameny nemají velké ceny, rozhodně se nejedná o drahokamy. Zklamaný pan Rybář se rozhodl zbavit se své sbírky a začal ji vyhazovat oknem. Přišel za ním jeho příbuzný, u kterého bydlel a ten ho přesvědčil, aby to nedělal, protože ty kameny jsou bohatstvím pro něj samotného a cenné. A pan Rybář je bohatstvím pro celou rodinu.

## Jak si nakouřil pan Vorel pěnovku (1876)
Pan Vorel se přistěhoval z venkova na Malou Stranu a otevřel si tam krupařský krám. Lidé jeho obchod nenavštěvovali. Bylo možné vidět pana Vorla, jak kouří v prázdném krámě ze své pěnovky. Jednou tam zavítala slečna Poldýnka. Pak vyprávěla, jak je v jeho obchodě zakouřeno, že i mouka načichla. Místní ho začali nazývat „uzený krupař“ a nikdo tam již nikdy nepřišel. Pan Vorel zkrachoval a měl se odstěhovat. Jenomže v den stěhování nevycházel z domu, proto jeho krám otevřela násilím policie. Po otevření dveří uviděli pana Vorla oběšeného hned za dveřmi. Pan komisař vytáhl z jeho kapsy pěnovku a pronesl: “Takhle krásně nakouřenou pěnovku jsem ještě neviděl.”
Název může mít i jiný slovosled: „Jak si pan Vorel nakouřil  pěnovku“.

## U Tří lilií (1876)
Autor zde popisuje překvapivý moment ze svého života, kdy se při bouřce zdržel v hostinci, v němž se tančilo. Upoutala jej jedna dívka s velkýma očima a bylo zřejmé, že i on upoutal ji. Celý večer ji pozoroval, tak viděl, jak za ní přiběhla jiná dívka. Ona pak zmizela do deště, ale za chvíli se vrátila a zcela lhostejným hlasem oznámila své kamarádce jako důvod své krátké nepřítomnosti, že jí právě umřela matka. V závěru se autor s dívkou za zuřící bouřky společně vytrácejí z taneční zábavy a dochází k jejich tělesnému sblížení.

## Svatováclavská mše (1876)
Povídka je vzpomínkou na dětství, kdy se autor nechal přes noc sám zavřít v katedrále svatého Víta. Slyšel legendu, že vždy o půlnoci se koná ve svatováclavské kapli mše, které se kromě všech králů a svatých účastní i sám svatý Václav. Jenže s přibývající pozdní hodinou jej začaly sužovat hlad a chlad a do jeho mysli se vloudily hrůzostrašné představy o mši a vše si představoval tak živě, až se strachy rozplakal. Pak usnul a probudil se až ráno na mši, kde spatřil svou velmi smutnou matku s tetou, u které měl přes noc spát. Po mši na ně počkal před vchodem a s pláčem políbil matce ruku.

## Jak to přišlo, že dne 20. srpna roku 1849, o půl jedné s poledne, Rakousko nebylo rozbořeno (1877)
Čtyři patnáctiletí chlapci, mezi nimiž nechyběl ani autor, si vytvořili plán, jak zahájí revoluci a svrhnou Rakousko. Označili se přezdívkami významných českých vojevůdců historie: Jan Žižka, Prokop Holý, Prokůpek a Mikuláš z Husi. Revoluce měla být zahájena dobytím citadely na Mariánských hradbách nad Prahou, následně vyhlášením revoluce, boji v Čechách a zakončena měla být dobytím Vídně. Za tím účelem si koupili z našetřených peněz bambitku. Šest zlatek na střelný prach dostal předem hokynář Pohorák, který přivážel každý den na trh čerstvá kuřata. V uvedený den se chlapci dostavili na svá místa kolem citadely a čekali, až se objeví Pohorák s prachem. Když se chlapci doslechli, že hokynáře sebrala policie, zalekli se a utekli ze svých míst. Následně se dozvěděli, že Pohorák ten den přišel na trh opilý, navíc kvůli vysoké ceně nic neprodal, a tak ve špatné náladě a zmožen pitím usnul pod svým vozem přímo na trhu. O několik dní později se našla u kašny nová bambitka a Pohorák zapíral, nebo si nevzpomínal, že by od kluků obdržel peníze na nákup prachu.

## Psáno o letošních Dušičkách (1876)
Vypráví příběh osamělé slečny Máry, která přijíždí každý rok, o svátku Dušiček na hřbitov s malým děvčátkem zapůjčeným ze sousedství, chodí mezi hroby a na dva z nich položí bílé věnce. O její ruku se ucházeli dva muži najednou – rytec Jan Rechner a kupec Vilém Cibulka. Oba byli dobří přátelé a o obou kolovaly pověsti, že jsou „flamendři“ a návštěvám hospod věnují více času než své práci. Se zájmem těchto mužů se Máry svěřila své dobré přítelkyni, stejně staré vdově paní Nocarové. Ta jí pomáhala s výběrem, ale oba pánové zaslali slečně Máry dopisy, že je jim líto, ale nemohou přebírat známost svému příteli, takže o ni již nemají zájem. Slečna Máry na radu paní Nocarové čekala, zda si to některý z nich nerozmyslí. Nevyjádřil se žádný, přestože se spolu potkávali. Za dva roky zemřel pan Rechner. Slečna doufala, že nyní již ji pan Cibulka požádá o ruku, jenže on zemřel o čtyři měsíce později. Slečna Máry pak každý rok na Dušičky nosila k jejich hrobům věnce.

## Figurky (1877)
Tato povídka je poskládaná z drobných útržků života mladého muže a sám autor sebe v ní několikrát zmiňuje z pohledu hlavní postavy.
Hlavní postavou povídky je advokátní koncipient Krumlovský, který se připravuje na advokátní zkoušky. Hledá proto na Malé Straně klidné bydlení v podnájmu u konduktorky, aby se připravil na zkoušky. Postupně se seznamuje se všemi obyvateli domu: malířem, jeho ženou šišlající pouze v době, kdy měla peníze, a velmi zlobivým a často trestaným malířovým synem Pepíkem, trochu hypochondrickým panem domácím a jeho dcerou Otýlií, podivínským komentátorem všeho dění v domě a provokatérem Provazníkem léčeným v ústavu pro choromyslné. Zpočátku se Krumlovský rychle a hodně učí a odráží všechny snahy ostatních obyvatel domu o nějaké sblížení. Jenže časem si více a více všímá dění v domě a čím dál se jej také více účastní. Navštěvuje sousedy, hovoří s nimi, tráví s nimi odpolední hodiny v besídkách v zahradě domu. Počne během setkání pociťovat náklonnost k slečně Otýlii, ale v tom smyslu se nikdy nevyjádří. A díky všem těmto aktivitám se stále méně a méně připravuje na advokátní zkoušky. Stále jej v domě něco vyrušuje a on si uvědomuje, že zde nemá potřebný klid na rozdíl od Starého Města, odkud se přistěhoval. Navštěvuje a potkává své dřívější kamarády a pomalu spěje k rozhodnutí z malostranského domu se odstěhovat. Vrcholem všeho je pak vystupování jeho bytné konduktorky, která o svém manželovi pouze mluví, ale Krumlovský jej nikdy neviděl. Konduktorka se zpočátku stále vtírá do přízně Krumlovského, aby později poněkud ochladla, když i jeho vztah k ní je stále chladný. Místo toho se záletná konduktorka stýká s nadporučíkem Rybáckým, který vyzve Krumlovského na souboj o čest šavlí, kvůli jeho neuctivé poznámce o něm a konduktorce. Mladý advokátní koncipient souboj vyhrává. Poté se odstěhuje pryč z Malostranského prostředí a úspěšně skládá poslední zkoušku.

## Filmové a televizní zpracování
- 1984 Povídky malostranské – československý třídílný televizní seriál (variantně šestidílný po samostatných povídkách), režisér Pavel Háša:
  - O měkkém srdci paní Rusky; Doktor Kazisvět
  - Lízinka; Slečna Máry
  - Přivedla žebráka na mizinu; Hastrman
- 1981 Povídka malostranská – československý televizní film podle povídky Figurky, režisér Jiří Krejčík
- 1955 Hastrman – československý  film režiséra Iva Paukerta, v hlavní roli Eduard Kohout
- 1947 Týden v tichém domě – československý film, režisér Jiří Krejčík
- 1939 Vzhůru nohama – československý film podle povídky Figurky, režisér Jiří Slavíček